# Prefectura de Ouham
Ouham es una de las catorce prefecturas de la República Centroafricana. Está situada en el centro-norte del país, junto con Chad. Su capital es Bossangoa. Linda con las prefecturas de Ouham-Pendé al oeste, Ombella-M'Poko al sur, Kémo y Nana-Grébizi al este, y Bamingui-Bangoran al noreste.
Además de Bossangoa, también son importantes las ciudades de Bouça, en el centro-este, Maïkouma, en el extremo norte, Markounda, junto con la frontera chadiana, y Batangafo, a orillas del río Ouham.
Ouham recibe el nombre del principal río que pasa por esta prefectura: el Ouham. También hay que destacar el río Mpoko.
El actual presidente de la república, François Bozizé, nació en esta prefectura, pero curiosamente fue en este lugar donde sacó menos votos en las últimas elecciones de todo el país, al no llegar ni al 2%, mientras que su principal contrincante obtuvo el 88%.
- Datos: Q726620